# 山梨県の歌
「山梨県の歌」（やまなしけんのうた）は日本の都道府県の一つ、山梨県が1950年（昭和25年）に制定した県民歌である。作詞・矢沢千里、補作・「山梨県の歌」歌詞審査委員会、作曲・岡本敏明。

## 解説
1950年の県政60周年記念事業の一環として歌詞の公募を実施し、8月12日に制定された。入選は「該当作無し」とされたが佳作の1編を審査委員会が補作し、曲は審査委員会の依頼で岡本敏明が作曲した。制定の意義は「戦後の混乱期にあって、郷土の素晴らしさを認識し、理想山梨建設の郷土愛を高揚させる」こととされており、いわゆる「復興県民歌」の一つに挙げられる。同年11月3日に発表音楽会が開催され、藤井典明と朝倉章子の歌唱で初演奏が行われた。ただし、発表演奏会の後にビクターレコード（現在のJVCケンウッド・ビクターエンタテインメント）が製造したSPレコードの女声パートは大谷洌子が歌唱している。
現在は県主催の行事で演奏される他、県庁の庁内放送で昼休み時間に1977年（昭和52年）発表の県民愛唱歌「緑のふるさと」と合わせて流されている。

### その後
翌1951年（昭和26年）に東京都文京区が「文京区歌」の一般公募を実施したが、当初の入選作品が「山梨県の歌」の盗作であったとして受賞を取り消される騒動が発生した。この際に受賞を取り消された当初の入選者は同年10月21日に制定された「神戸市歌」で入選し、汚名を返上している。